# Marcus Wallenberg (Bankier, 1956)

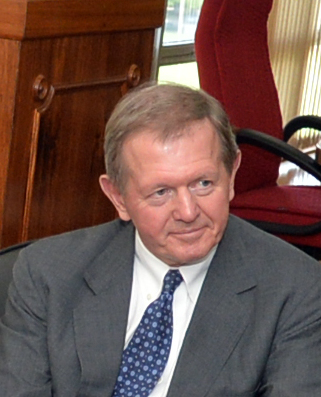
Marcus Wallenberg

Marcus Wallenberg (* 2. September 1956 in Stockholm) ist ein schwedischer Bankier und Industrieller.

## Leben
Marcus Wallenberg wurde am 2. September 1956 in Stockholm, Schweden, geboren. Als Sohn des Bankiers Marc Wallenberg und dessen Frau Olga Wehtje ist Marcus Mitglied der berühmten Familie Wallenberg. An der Edmund A. Walsh School of Foreign Service der Georgetown University machte er seinen Bachelor of Science und wurde an der Königlich Schwedischen Marine-Akademie zum Leutnant ausgebildet.

## Karriere
Wallenberg begann seine Karriere 1980–1982 in der New Yorker Niederlassung der Citibank. Danach arbeitete er für die Deutsche Bank, gefolgt von S. G. Warburg & Co., Citicorp und der SEB-Gruppe.
Seit 1992 ist er Mitglied im Aufsichtsrat der Saab-Gruppe, von 1992 an als stellvertretender Vorsitzender und seit 2006 ist er Aufsichtsratsvorsitzender. Ihm gehören 500.000 Saab-Aktien.
Von 1999 bis 2005 war Wallenberg Präsident und CEO von Investor. Von 2006 bis 2008 war er Vorsitzender der Internationalen Handelskammer.
Seit 2005 ist er zudem Präsident der Skandinaviska Enskilda Banken. Seit 2021 gehört er dem Board of Directors der EQT Partners AB als stellvertretender Vorsitzender an.
Wallenberg war stellvertretender Vorsitzender des Institute of International Finance und Mitglied des Verwaltungsrats von Electrolux, LKAB, Stora Enso und der Knut und Alice Wallenberg Stiftung. Er ist außerdem Mitglied des Lenkungsausschusses der Bilderberg-Konferenz.
Er war von 2008 bis 2020 Mitglied des Verwaltungsrats von Temasek Holdings und ist derzeit Mitglied des Temasek International Panel.

## Privates Leben
Marcus Wallenberg ist verheiratet mit Fanny Sachs und hat mit ihr ein Kind. Aus einer früheren Ehe hat Marcus Wallenberg drei Kinder.